# غورسفيد (مقاطعة غيلانغرب)
غورسفيد (بالفارسية: گورسفید) هي قرية تقع في منطقة مركزية ريفية في إيران. يقدر عدد سكانها بـ 587 نسمة بحسب إحصاء 2016.